# Anaerosalibacter
Anaerosalibacter ist eine Gattung von Bakterien. Die Arten tolerieren hohe Temperaturen (thermotolerant) und relativ hohe Salzwerte (mäßig halophil). Bis Oktober 2024 wurden zwei Arten beschrieben.

## Merkmale
Die Zellen sind stäbchenförmig und treten einzeln oder in Paaren auf. Sie sind durch zwei oder drei seitlich eingesetzte Geißeln beweglich. Die Zellen bilden endständige Sporen. Die Zellen färben Gram-positiv und auch die Elektronenmikroskopie zeigt eine dicke, mehrschichtige Zellwand, wie es für Gram-positive Bakterien üblich ist.

## Stoffwechsel und Wachstum
Die Arten sind thermotolerant und mäßig halophil. Sie tolerieren keinen Sauerstoff (streng anaerob) und wachsen durch Fermentation von Kohlenhydraten. Anaerosalibacter bizertensis toleriert Temperaturen bis zu 50 °C und Anaerosalibacter massiliensis bis zu 45 °C. Anaerosalibacter bizertensis toleriert Salzgehalt von 0–10 %.
Es folgt eine Tabelle:
|                             | Anaerosalibacter bizertensis | Anaerosalibacter massiliensis                 |
| --------------------------- | ---------------------------- | --------------------------------------------- |
| Tolerierte Temperaturen     | 25–55 °C                     | 37–45 °C                                      |
| Optimale Temperatur         | 40 °C                        | 37 °C                                         |
| Optimaler NaCl-Gehalt       | 0,5 %                        | 0,5 %                                         |
| Einige verwendete Substrate | Pyruvat, Succinat, Glucose   | Mannitol, Glukose, Arbutin, Laktose, Glykogen |

## Systematik
Anaerosalibacter wurde 2012 von Raja Rezgui und Mitarbeitern erstbeschrieben. Die Gattung zählt zu der Familie Tissierellaceae, welche zu den Phylum Bacillota (früher als Firmicutes bezeichnet) zählt. Eine nah verwandte Art ist Sporanaerobacter acetigenes

## Ökologie
Im Oktober 2024 umfasste die Gattung Anaerosalibacter zwei gültig benannte Arten: Anaerosalibacter bizertensis und A. massiliensis. Die erste Art wurde aus Lagertanks isoliert, in denen Abfälle gelagert wurden, die beim Recycling von ausrangierten Motorölen in Nordtunesien anfielen. Anaerosalibacter massiliensis wurde aus der Stuhlprobe eines 49-jährigen brasilianischen Mannes isoliert. Die Untersuchung fand im Rahmen einer Studie, die darauf abzielte, alle Bakterienarten der menschlichen Darmmikrobiota einzeln zu kultivieren.
Eine 16S rRNA-Gen-Sequenzdiversitätsanalyse zeigte das Vorhandensein von Anaerosalibacter-Vertretern auch im Darm einer Maus.